# 労働大学
労働大学（ろうどうだいがく）とは各地でマルクス主義や労働法などの講座を行っている機関の名称。労大と略されている。
1954年に社会党左派の党学校としてスタート。初代学長は鈴木茂三郎。東京で本科講義が行われたのを起点に全国に広がっていった。
1980年代より左右両派の路線対立が激化し、2003年には分裂。右派は労働大学を解散させ、新たに「労働大学出版センター」を設置し、雑誌『まなぶ』や労大新書、ブックレットなどを出版している。左派は同年に再建を表明し、新社会党などと連携しつつ、「『まなぶ』友の会」を各都道府県で結成し、現在も全国で活動を続けている。
厚生労働省系の職員研修施設である「労働大学校」、UAゼンセンの研修施設「中央労働大学」、労働法を講ずるため複数の都府県で開講されている「労働大学講座」など、類似した名称の団体・講座がいくつもあり、注意を要する。